# Coccoloba tiliacea
Espèce
Synonymes
- Uvifera tiliacea Kuntze[1]

Statut de conservation UICN

 VU B1+2ac : Vulnérable
Coccoloba tiliacea est une espèce de plantes de la famille des Polygonaceae.

## Publication originale
- Botanische Jahrbücher für Systematik, Pflanzengeschichte und Pflanzengeographie 13: 198. 1890.